# Saint-Jean-de-Savigny
Saint-Jean-de-Savigny è un comune francese di 379 abitanti situato nel dipartimento della Manica nella regione della Normandia.

## Società

### Evoluzione demografica
Abitanti censiti